# Montfoort
Montfoort (Montfort en français) est une commune et une petite ville des Pays-Bas, en province d'Utrecht.

## Histoire

### Origine
Vers 1170, l'évêque Godefroid de Rhenen fit construire un château à un point stratégique sur l'Yssel hollandais. Ce château devait protéger le Sticht, le territoire de l'évêque d'Utrecht, contre les attaques des comtes hollandais. De plus, grâce à cet édifice, l'évêque a pu aussi garder sous contrôle la cité d'Utrecht, à la population parfois turbulente. Le nom du château de Montfoort (nl) est probablement dérivé de Mons Fortis, qui signifie « forte montagne » ou « solide château ». Un fidèle issu de la chevalerie fut nommé commandant du château. Il reçut le titre de burgrave de Montfoort, mais également certaines propriétés situées à proximité. Les burgraves se sont révélés être de puissants seigneurs, qui ont marqué fortement l'histoire de la région.

### Développement
Un établissement s'est constitué autour du château, qui a obtenu des privilèges de cité en 1329. La ville de Montfoort a été fortifiée et un fossé a été établi tout autour. L'enceinte de la ville de Montfoort (nl) était protégée par 26 tours défensives et une place forte sur laquelle se trouvait le moulin. Elle était percée par quatre portes donnant accès à la cité : la Heeswijkerpoort, la Willeskopperpoort, l' IJsselpoort et la Waterpoort.
L'actuel moulin à grain De Valk (nl) a été construit en 1753 à l'endroit où se trouvait déjà un moulin depuis le Moyen Âge. Ce dernier a été élevé par le burgrave en tant que moulin banal. Cela signifie que les habitants de Montfoort et des hameaux environnants, tels que Heeswijk, Achthoven, Mastwijk, Cattenbroek, Blokland (nl) et Willeskop, étaient obligés de faire moudre leur grain ici. Seuls l' IJsselpoort et quelques parties éparses de l'enceinte de la ville subsistent des anciennes fortifications de la ville. En 1302, la Grande Église ou Église Saint-Jean fut construite sur ordre de Henri III de Montfoort (nl), qui acquit ainsi le droit de patronage (ou jus patronatus ou ius patronatus).

### Pouvoir des seigneurs de Montfoort
Dans leur soif de pouvoir, les burgraves de Montfoort entrent en conflit avec leur seigneur, l'évêque d'Utrecht, à plusieurs reprises. Ainsi, par exemple, ils ont revendiqué la « haute juridiction », pour laquelle ils ont littéralement retourné l'évêque contre eux. En retour, l'évêque et la ville d'Utrecht assiègent la ville de Montfoort en 1387 et le burgrave dut finalement capituler. C'est un exemple de la lutte à laquelle les burgraves de Montfoort n'ont pas hésité à perpétuer à maintes reprises pour une position toujours plus puissante et indépendante. Montfoort ne devait pas être considérée à la légère car en 1448, Montfoort conquit la ville la plus au nord de Woerden.

### Les Hospitaliers et la Réforme
En 1544, les Hospitaliers de l'ordre de Saint-Jean de Jérusalem fonda la Commanderie Saint-Jean (nl) à Montfoort, dont la chapelle et le cloître sont encore des vestiges tangibles. La Réforme a suivi quelques décennies plus tard. Les États d'Utrecht ont interdit le culte catholique en 1581. Les burgraves de Montfoort, à partir de 1583, non plus liés à la famille De Rover mais à la famille De Merode issue du sud des Pays-Bas, sont cependant restés fidèles à l'ancienne doctrine. En raison de leur position influente, la Réforme n'a pas vraiment pris pied à Montfoort, même si là aussi l'église est passée aux mains des protestants. Les Archives d'Utrecht contiennent de beaux plans de la vieille ville de Montfoort, entre autres, ceux dessinés par Jacob van Deventer (1557-1573).

### Incendie urbain
En 1629, Montfoort fut confronté à un incendie majeur dans la ville, durant lequel la Grande Église fut réduite en cendres. La reconstruction de l'église réformée actuelle a été achevée en 1634 et a été en partie financée par la vente du terrain de l'église.

### Fin du pouvoir des seigneurs de Montfoort
En 1648, des dettes exorbitantes obligèrent le burgrave à vendre ses droits et ses biens à Montfoort. Le rôle des burgraves de Montfoort était donc terminé. Durant la Rampjaar ou l'année désastreuse de 1672, la ville est occupée par les troupes françaises. Le stadholder Guillaume III d'Orange a réussi à les en chasser rapidement, mais l'ennemi a fait sauter le château médiéval à son départ. Seul le mur d'enceinte extérieur a été conservé et s'appelle désormais het kasteel (« le château »). Pendant longtemps, jusqu'en 1968, ce complexe abritait une prison d'État ou une école disciplinaire pour filles.

### L'essor de l'industrie: boutons et briques
Traditionnellement, l'activité dans la ville était principalement axée sur l'agriculture dans la campagne environnante. Il y avait aussi plusieurs lignes d'atelier pour l'industrie de la corde. Montfoort était également connue pour la fabrication de boutons, auxquels les habitants doivent le surnom de « tourneurs de boutons » (ou knopendraaiers). [5] Par exemple, en 1749, trente-quatre tourneurs étaient en activité et en 1760, on parle d'une « fabrique de boutons en os qui sont très convoités » [5]. Au cours du XIXe siècle, l'industrie de la brique prit de l'importance et pour laquelle quelques briqueteries furent établies à proximité de la ville. Mais celles-ci disparurent plus tard.

### Archéologie
En janvier 2008, des recherches archéologiques ont été menées sur la Schoolstraat. Des vestiges d'habitation du XIVe au XVIIe siècle ont été découverts. Cela a également révélé que le centre-ville à cette époque avait un caractère assez ouvert avec des basses-cours, des fossés, des fosses à fumier et des fosses à déchets.

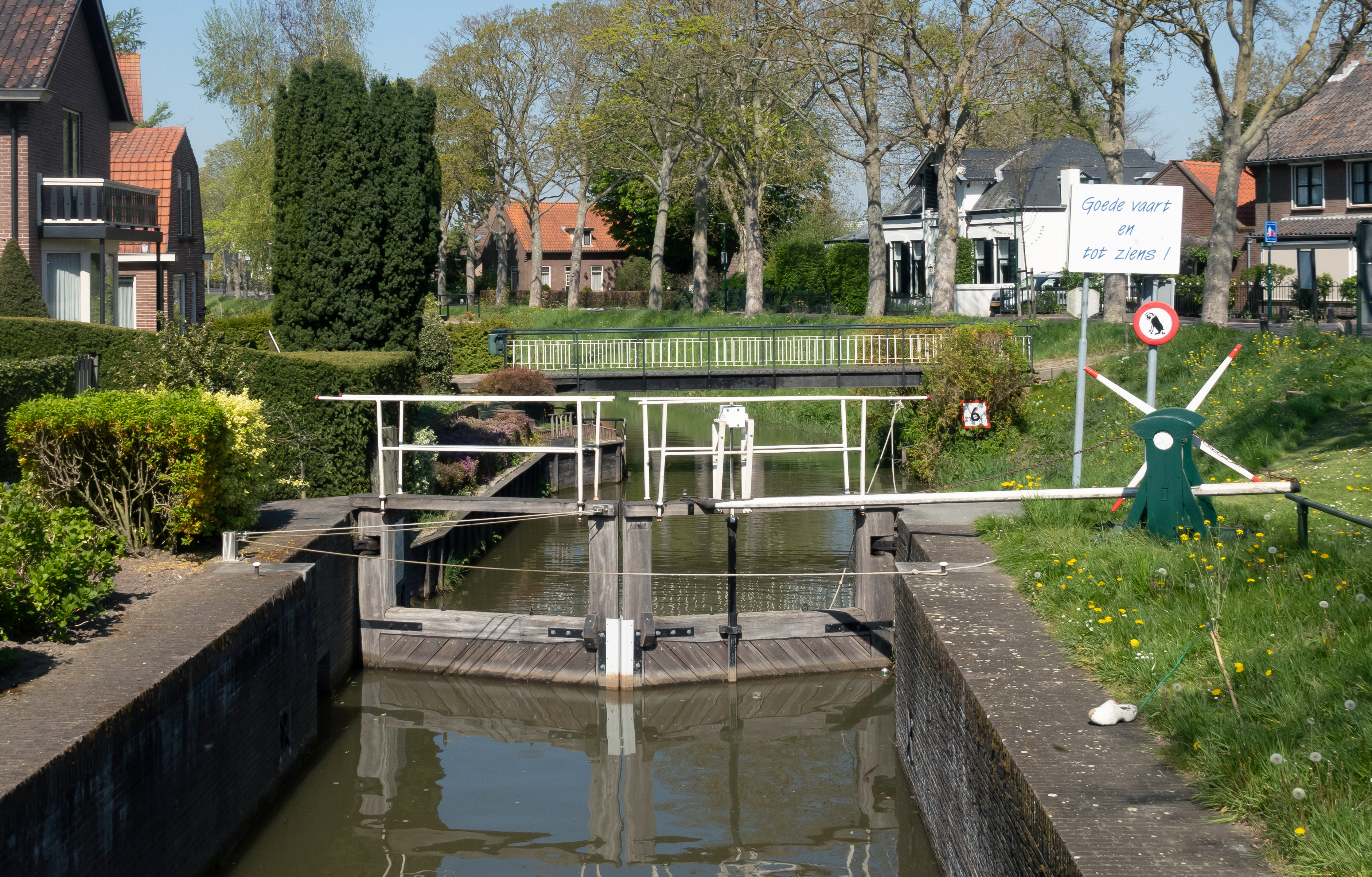
Montfoort, l'écluse: schutsluis Montfoortse Vaart

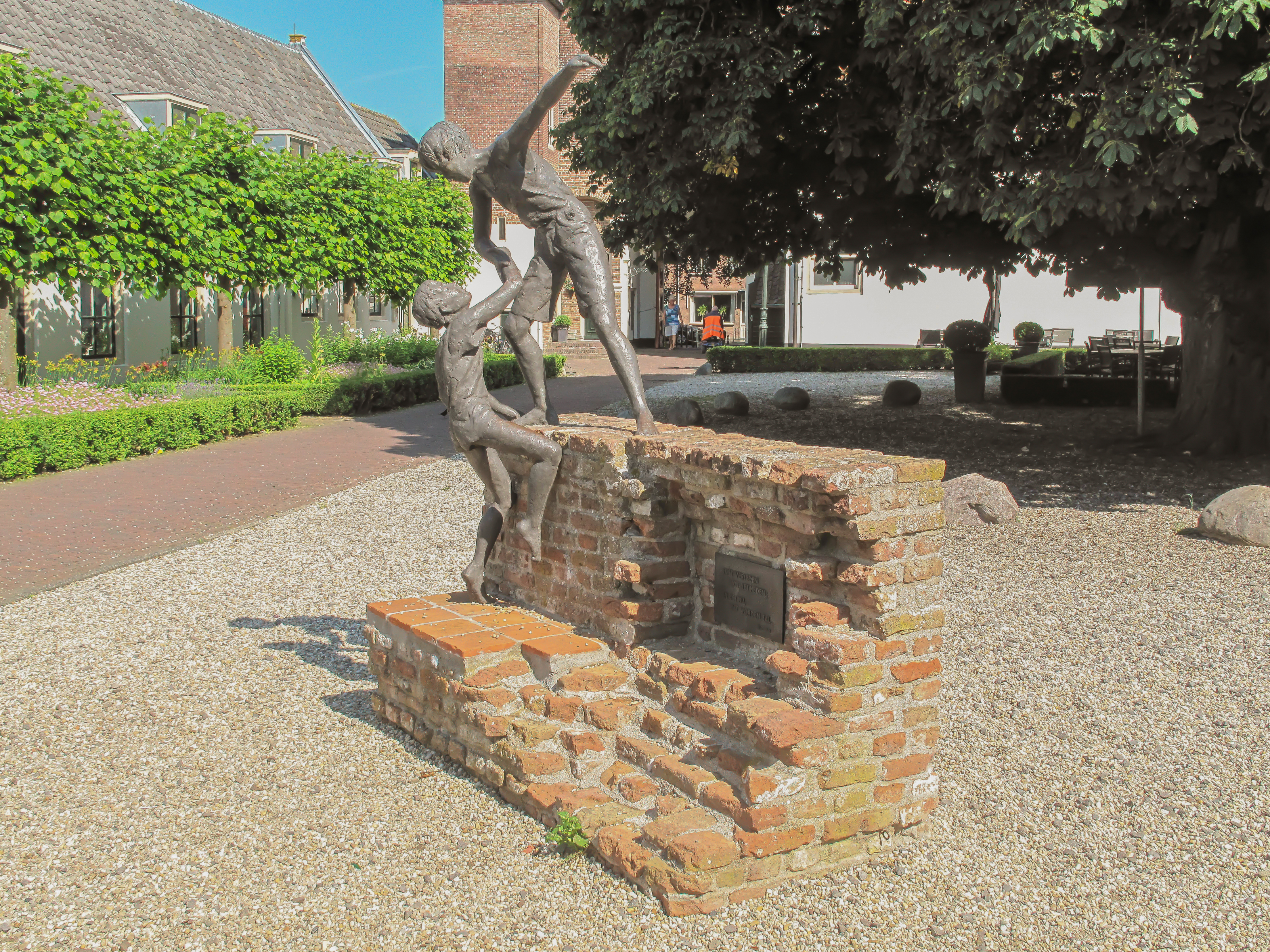
Montfoort, le mémorial de la paix

## Sources
- (nl) Cet article est partiellement ou en totalité issu de l’article de Wikipédia en néerlandais intitulé « Montfoort » (voir la liste des auteurs).